# دهمین ناوگان ام آ اس
دهمین ناوگان ام آ اس (انگلیسی: Decima Flottiglia MAS) یک ناوتیپ ایتالیایی، با واحد تکاور غواص از نیروی دریایی سلطنتی ایتالیا بود که در طول رژیم ایتالیای فاشیستی (۱۹۲۲ تا ۱۹۴۳) ایجاد شد.